# Descubrimiento de Australia

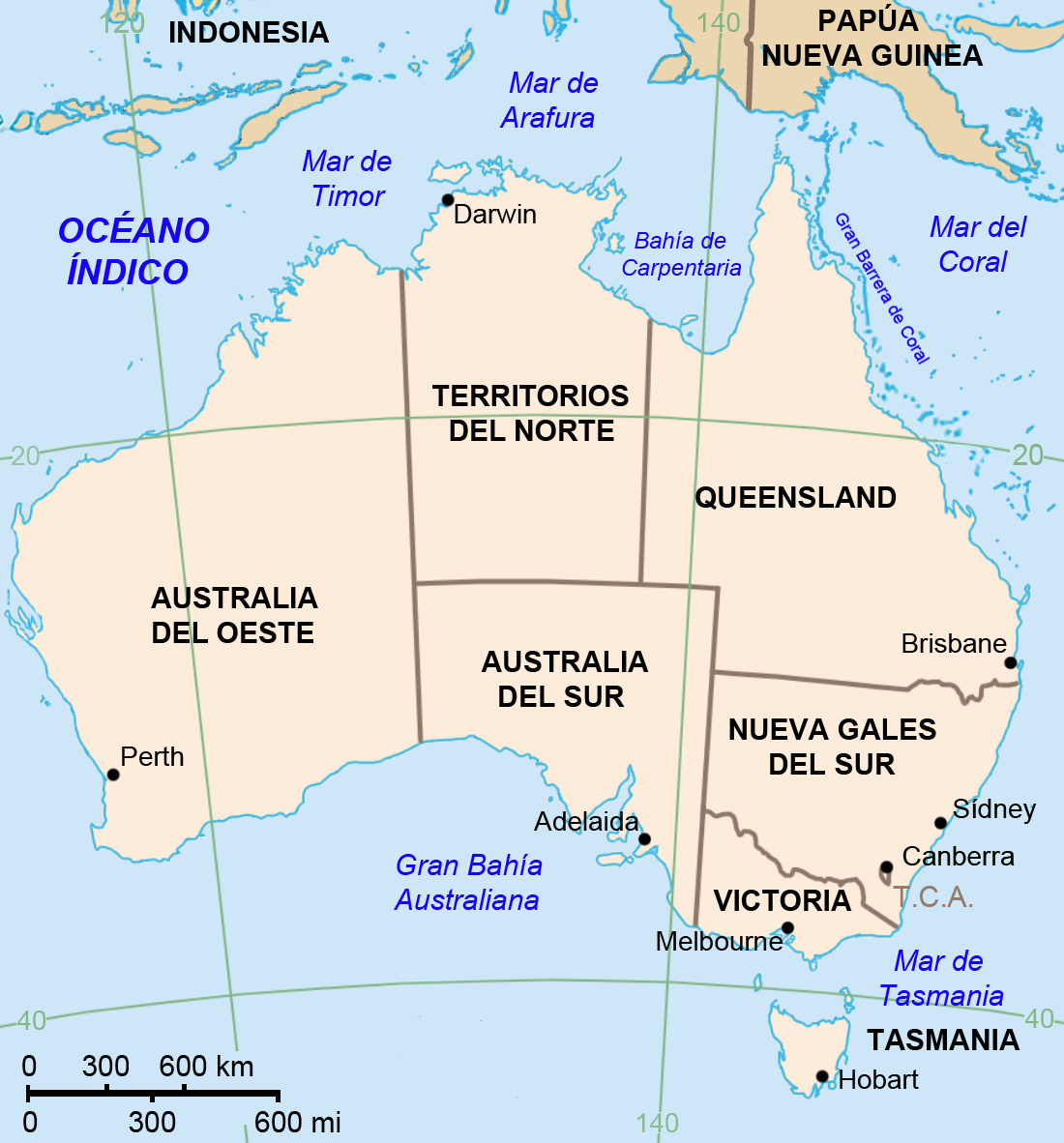
Estados, territorios, cabos, golfos, ciudades, etc., de Australia que toman nombres inspirados en los descubridores y exploradores que fueron los pioneros de este país, a la vez de los gobernantes de Inglaterra de la época, como la reina Victoria.

El descubrimiento de Australia fue un acontecimiento oscuro y poco concreto debido al posible conocimiento que pudieron tener los españoles, franceses y portugueses sobre la isla. No obstante, serían los neerlandeses e ingleses los precursores de la exploración de su interior. 
Tras mitigarse progresivamente el impulso que españoles y portugueses dieron durante los siglos XV y XVI a los descubrimientos geográficos y los viajes de exploración, la existencia de Australia permaneció durante largo tiempo como un hecho vago e indeterminado. Es probable que a fines del siglo XVI se divulgase ya entre marinos y geógrafos cierta información, debida en especial a la actividad de los portugueses y referente a la presencia de una gran isla al sur de Java, incluso con las características de las costas orientales de esta tierra. Hasta cierto punto, en efecto, Australia se presenta como una de las partes más aisladas del globo, alejada de las rutas tradicionales, mientras que el aspecto de sus territorios, diseminados a un lado y a otro, es desolado e inhóspito. Faltaban, por lo tanto, todos aquellos incentivos comerciales y financieros que habían inducido a tantos navegantes a temerarias expediciones.
El primer navegante en cartografiar la costa australiana fue el británico James Cook en el año 1770 (mismo año de la expedición inglesa).

## Aproximaciones al continente
Por otra parte, las teorías de los antiguos, que suponían la existencia de un continente en las antípodas del habitado, habían engendrado cierta confusión incluso entre los datos que se conocían con certeza. A ello se sumaba la prudente cautela política y diplomática de los gobiernos con mayor conocimiento del globo terráqueo, que evitaban revelar la ubicación exacta de las tierras descubiertas al sudeste de Asia, por temor a que otros pudieran apoderarse de ellas. No obstante, fue un marino al servicio de la Corona española, Luis Váez de Torres el primero en surcar, en 1606, el estrecho que separa Nueva Guinea de Australia y que hoy lleva su nombre. No obstante, los verdaderos protagonistas de la exploración del desconocido continente fueron hombres de nacionalidad neerlandesa e inglesa. Por lo tanto, la inserción de Australia en el ámbito de la colonización europea aparece como hecho sintomático de la nueva fase histórica que se había iniciado en Europa, al afirmarse como potencias marítimas Países Bajos primero e Inglaterra poco después.

## Primeros navegantes

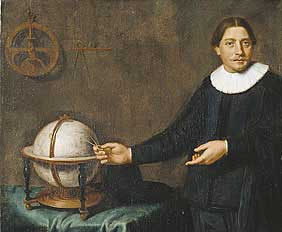
Retrato de Abel Tasman.

Durante el siglo XVI, un grupo numeroso de navegantes neerlandeses recorrió con discreta regularidad esta parte del globo. Willem Janszoon costeó la  península del Cabo York y fue, probablemente, el primero en tocar las playas australianas; Dirk Hartog llegó en 1616 a las costas occidentales; Gerrit De Witt, Pieter Nuyts y Frans Thijszoon arribaron a otros puntos en 1627 y 1628.
Sin embargo, entre tantos navegantes neerlandeses destaca, por la amplitud de sus viajes, Abel Janszoon Tasman, quien tras salir en 1642 de Batavia, con un recorrido de 500 millas descubrió la que él bautizo como Tierra de Van Diemen (hoy Tasmania) y Nueva Zelanda y, en un segundo viaje, el golfo de Carpentaria, contribuyendo con ello, de modo decisivo, a definir la configuración geográfica exacta de aquella parte de Oceanía. Tasman, por otra parte, no titubeó en tomar posesión oficial, en nombre de su gobierno, de los territorios donde había desembarcado, pero sus compatriotas dejaron caducar el derecho de propiedad y ello redundó en ventaja para los ingleses. El especial interés de los neerlandeses por este género de actividad marinera se debía a la independencia que finalmente habían conseguido, que les permitía ejercer en beneficio propio aquellas iniciativas comerciales en las que durante tanto tiempo sólo habían podido actuar como intermediarios. La expansión de sus negocios les impelía a buscar soluciones a problemas de tipo técnico. Para superar tales inconvenientes, que consistían en la posibilidad de unir Java con el cabo de Buena Esperanza, y en la búsqueda de estas soluciones se toparon con Australia y un poco más tarde comenzó su exploración.

## Exploración de la isla
El 29 de abril de 1770, el navegante británico James Cook, que venía de Nueva Zelanda, desembarcó en el extremo sur de la costa australiana e inició una detenida exploración durante la cual recorrió centenares de millas a lo largo de playas jamás visitadas hasta entonces, hasta llegar, el 21 de agosto, al cabo York y comprobar, finalmente, al cruzar el estrecho de Torres, que Nueva Guinea y Australia eran dos islas separadas. En el transcurso de su viaje, Cook, que pasó por numerosas peripecias, como por ejemplo cuando su navío encalló y tuvo momentos de grave peligro. 
Cook no se limitó a la exploración superficial del continente sino, que detalló minuciosamente las profundidades del mar, estudió el clima, la configuración del suelo, la flora y la fauna, estableció contacto con los indígenas, redactó unas memorias interesantes y agudas que despertaron profunda curiosidad en su patria e impuso el dominio británico en aquellos territorios con todos los requisitos de la legalidad.

## Primeros pobladores europeos
Gracias a la coincidencia de haber podido explorar la parte más rica de la isla, contribuyó en no poca medida a la prospección de las enormes posibilidades económicas y de las cospicuas ventajas que se derivaban del control de aquella parte del globo. 
En efecto, poco después de terminarse la misión de Cook, se instaló allí el primer núcleo europeo, formado por un grupo de reclusos condenados a trabajos forzados. Puesto que no había ya posibilidad de proceder a la deportación de delincuentes a las colonias americanas, los ingleses los comenzaron a enviar a Australia, donde un millar de presos llegaron a Botany Bay.
Después de iniciada la población europea, ésta se vio envuelta en numerosos problemas, como la escasísima rentabilidad de los cultivos, pero consiguieron afianzarse en los puntos donde la tierra era más fértil y se podía criar ganado. Las misiones científicas se mantuvieron, pero se centraron en el interior del territorio.

## Segunda etapa de exploración

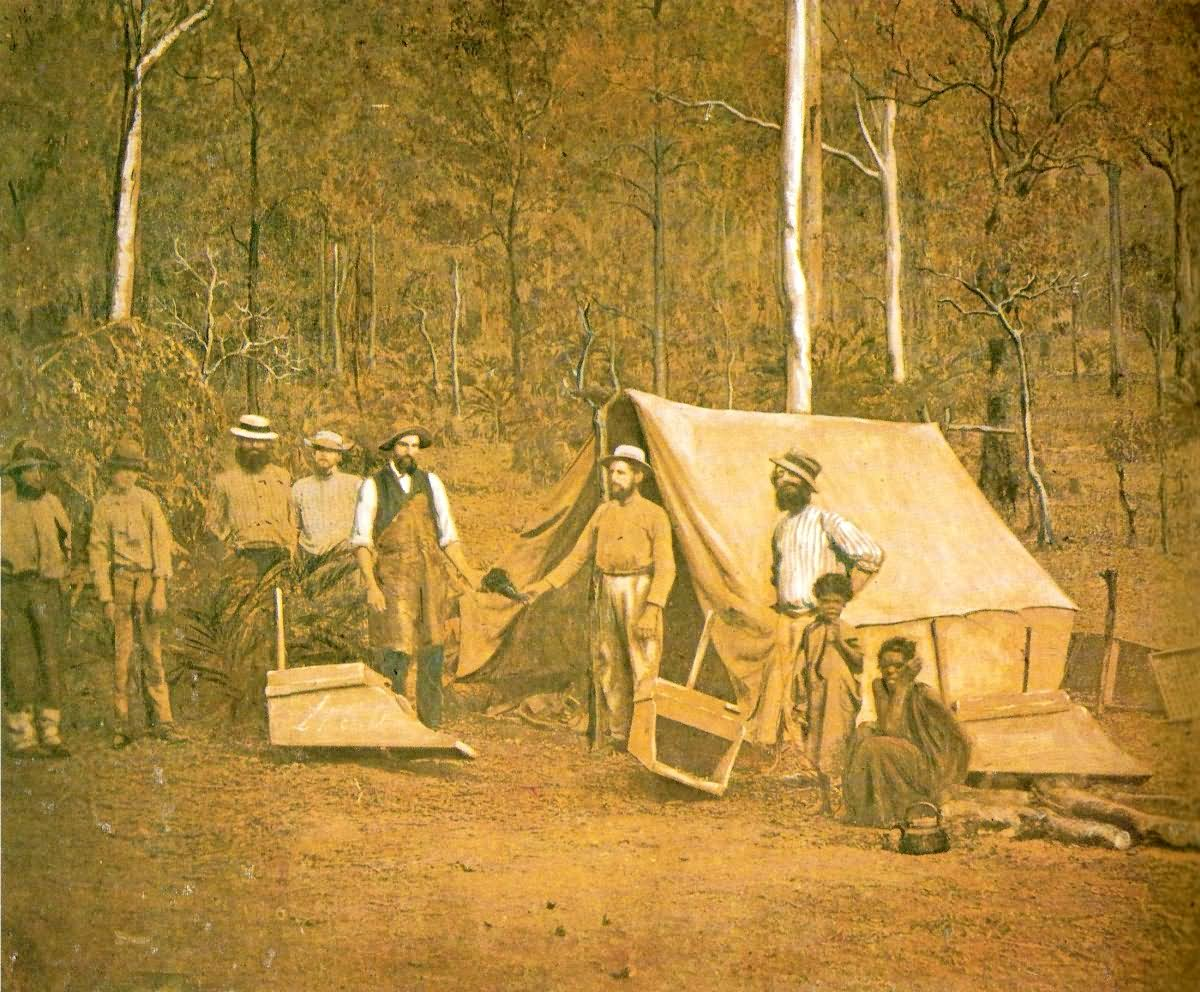
Asentamiento de buscadores de oro durante las fiebres del oro australianas.

En esta etapa cabe destacar la travesía de dos mil kilómetros en el Gran Desierto de Victoria y la del Gran Desierto Arenoso, realizada por Edward John Eyre desde la Gran Bahía Australiana hasta el King George's Sound.
El descubrimiento de yacimientos de oro provocó la inmigración masiva de personas y la supresión del régimen penitenciario.